# Gare de Kita
La gare de Kita (喜多駅, Kita-eki) est une gare ferroviaire localisée dans la ville de Miyazu, dans la préfecture de Kyoto, au Japon. La gare est exploitée par la compagnie Kyoto Tango Railway, sur la ligne Miyafuku .

## Disposition des quais
La gare de Kita est une gare disposant d'un quai et d'une voie
| N° de voie | Ligne          | Direction   |
| ---------- | -------------- | ----------- |
| 1          | ▆ KTR Miyafuku | Miyazu      |
| 1          | ▆ KTR Miyafuku | Fukuchiyama |

## Gares/Stations adjacentes
| Direction Miyazu | Ligne Miyafuku | Ligne Miyafuku | Ligne Miyafuku | Direction Fukuchiyama |
| Miyamura F13     |                | -              |                | Karakawa F11          |